# Maria Vladimirovna av Ryssland
Maria Vladimirovna, storhertiginna av Ryssland (Mariya Vladimirovna Romanova, ryska: Мари́я Влади́мировна Рома́нова), född 23 december 1953 i Madrid, är pretendent till titeln som tsaritsa av Ryssland och har varit så sedan hennes fars död 1992.
Maria Vladimirovna bor i Frankrike och Spanien.